# Bonellia sabulosa
Bonellia sabulosa is een lepelworm uit de familie Bonelliidae.
De wetenschappelijke naam van de soort werd in 1976 door A.J. Dartnall gepubliceerd.